# Dolf van der Voort van Zijp
Dolf van der Voort van Zijp (n. 1 septembrie 1892, North Sumatra⁠(d), Indonezia – d. 8 martie 1978, Monaco) a fost un sportiv ce a reprezentat Regatul Țărilor de Jos, medaliat olimpic. A participat la 2 ediții ale Jocurilor Olimpice (1924, 1928) în care a câștigat 3 medalii de aur.